# Limnophyes pentaplastus
Limnophyes pentaplastus är en tvåvingeart som först beskrevs av Jean-Jacques Kieffer 1921.  Limnophyes pentaplastus ingår i släktet Limnophyes, och familjen fjädermyggor. Arten är reproducerande i Sverige.